# Christine Blair
Christine Blair (anciennement Romalotti et Williams) est un personnage de fiction des feuilletons télévisés Les Feux de l'amour et Amour, Gloire et Beauté. Elle est interprétée par Lauralee Bell de 1983 au 12 juin 2007 dans Les Feux de l'amour et du 12 juin 2007 au 21 juin 2007 dans Amour, Gloire et Beauté. Elle revient dans Les Feux de l'amour en juillet 2010. En 2024 apparait à nouveau dans Amour, Gloire et Beauté les 13 et 14 août 2024.

## Biographie
Christine -Cricket- est embauchée en 1983 comme modèle chez les adolescents de Jabot cosmétiques. Elle fait son chemin à Genoa City. Elle se lie d'amitié avec Nina Webster et se fiance avec Phillip Chancellor III ; mais les surprend dans le même lit. Christine retrouve l'amour avec Scott Grainger Sr., mais cela ne dure pas, car elle découvre qu'ils ont des liens de parenté. Elle mûrit et se durcit après avoir été violée par Derek Stuart, et se tourne vers le métier d'avocat. Alors qu'elle travaille au cabinet Whitman Walker et Wilson, elle est harcelée sexuellement par son confrère Michael Baldwin. Elle enregistre leurs conversations et porte plainte, ce qui pousse Michael à la suivre et la kidnapper, puis à la séquestrer. Elle est sauvée par Paul Williams  et Nathan Hastings. Michael est emprisonné. En 1990, Christine épouse Danny Romalotti son ami de longue date, mais le mariage prend fin car Danny la trompe avec une de ses fans, Phyllis Summers, qui tombe enceinte. (Des années plus tard, on découvrira que le bébé - Daniel Romalotti - n'était pas le fils biologique de Danny ; on apprendra que Phyllis avait drogué Danny pour lui faire croire qu'ils avaient couché ensemble). Sa vie d'avocate est un franc succès.  Christine a défendu de nombreux habitants de la ville et a accompagné Paul sur diverses enquêtes. Ils tombent amoureux et prévoient de se marier, mais en sont empêchés par Phyllis, qui les poursuit partout, ce qui laisse Paul en mauvaise santé. Paul se rétablit, mais leur relation est en danger parce que Christine a couché avec Danny. Cependant, elle choisit Paul. Ils prévoient d'avoir des enfants, mais ont de la difficulté à se concentrer sur leur vie personnelle et ne peuvent concevoir.
Lorsque Michael Baldwin revient dans sa vie, Christine est convaincu qu'il a changé et elle témoigne en sa faveur. Elle ouvre un cabinet d'avocats avec lui, et encore une fois sa vie personnelle est mise de côté, ce qui laisse son mariage en ruines. Christine tente de convaincre Paul d'aller à Hong Kong avec elle pour y faire des affaires encore plus florissantes ; mais décide finalement de vivre seule. Après quelques mois, Christine rentre chez eux prête à essayer sauver leur mariage, mais elle est choquée de découvrir Paul dans les bras de Isabella Braña. Elle accepte un emploi en Australie et repart. Quand elle revient à Genoa quelques mois plus tard, Christine envisage une relation avec Michael, mais n'est pas en mesure de dépasser le fait qu'il l'a harcelée, ni les sentiments qu'elle éprouve encore pour Paul.
Michael annonce fièrement à Paul qu'il s'est fiancé à Christine, ce qui irrite Paul. Celui-ci est alors marié à Isabella.
Christine va le voir à Los Angeles et fait l'amour avec lui, puis disparaît pendant quelques semaines, laissant Michael et Paul se demander ce qui se passe. Le mariage de Paul et Isabella prend fin quand il lui avoue l'avoir trompée. Christine, désireuse d'en savoir plus sur Isabella, revient déguisée en Kelly Simmons. Paul la démasque et décide de rester avec Isabella, tandis que Christine revient vers Michael. Ils sont sur le point de se marier, mais Michael admet qu'il a comploté avec Isabella, alors Christine se précipite vers Paul et fait l'amour avec lui sur la plage. Isabella, pour se venger, met en scène son propre meurtre en faisant croire que Christine l'a assassinée ; ensuite elle tente de noyer Christine dans une baignoire, mais Paul sauve Christine ; puis tous les deux sont secourus par Michael.
Christine et Paul emménagent ensemble, mais décident de se séparer car elle n'accepte pas la proposition de Paul. Elle décide de se concentrer sur son nouvel emploi de procureur, mais quelques mois plus tard se rend compte qu'elle n'aime pas ce travail. Elle recommence à fréquenter Danny, mais il quitte la ville avant que quelque chose de plus sérieux ne se passe entre eux. Depuis, Christine apparaît seulement dans le cadre de son travail, principalement la défense des personnes en difficulté, y compris Daniel Romalotti Jr. quand il est accusé d'homicide involontaire. Elle a également pris la défense de Ridge Forrester à Los Angeles.
Christine revient à Genoa en juillet 2010 et on ne sait si elle va y rester ou rentrer à Washington Son ex-mari Paul Williams pourrait avoir quelque chose à voir avec cette indécision puisqu'ils ont récemment fait l'amour quand ils se sont rendu compte qu'ils ne pouvaient pas nier leurs sentiments l'un pour l'autre, même si Paul fréquente maintenant la meilleure amie de Christine, Nina. Elle fait embaucher l'inspecteur Ronan Malloy à la police de Genoa qui très vite finit par travailler avec le fils de Nina, Chance Chancellor. À l'approche de son anniversaire, Nina commence à penser au fils qu'on lui a volé à peine né. Paul lui propose alors de retrouver son fils et en parle à Christine. Seulement, Christine en parle à Ronan qui lui demande de l'empêcher de faire ça car personne ne doit savoir qu'il est son fils pour le moment. En effet, une histoire de drogue circulant à la prison de Genoa rend Ronan et Chance assez nerveux, d'autant plus lorsque celui-ci apprend que des policiers y sont mêlés. À cause du comportement de Ronan, Chance pense qu'il est un de ces policiers corrompus mais la réalité est tout autre : Ronan est un agent du FBI travaillant sous couverture sur cette affaire et seule Christine est au courant. Bientôt, Ronan découvre que ce sont leurs supérieurs qui sont corrompus. Ceux-ci veulent éliminer Chance devenu trop encombrant. Alors en septembre 2010, en suivant leurs ordres, Ronan tue Chance au cours d'un rendez-vous réunissant les policiers corrompus. Au même moment, Nina, Chloé et Heather la fille de Paul arrivent sur le lieu du rendez-vous et assistent donc à sa mort. Nina découvre que Ronan est son fils. Nina et Phillip, arrivé d'Australie, pensent que leur fils est mort jusqu'au jour de ses funérailles car Christine et Ronan réussissent à leur organiser une rencontre avec Chance juste après. En effet, il n'est pas véritablement mort mais sous la protection des témoins car il était très impliqué et très en danger. De plus, cette mesure va permettre de le protéger et de le faire revenir lors du procès de ses anciens supérieurs. Bien entendu, personne ne doit être au courant. Néanmoins, Christine le dit à Katherine, vraiment trop affecté par la "mort" de Chance. Donc, pendant plusieurs mois ils réussissent à cacher la vérité à tout le monde. Cependant, Heather découvre que Ronan est gravement malade et qu'il a besoin d'une greffe de foie d'urgence sinon il mourra. De plus, elle finit par découvrir que Chance est toujours en vie. Après plusieurs tests négatifs avec des donneurs potentiels, Nina et Heather s'aperçoivent qu'un seul n'a pas été testé : Chance. Mais Christine et Ronan refusent de lui faire courir le moindre danger. Finalement, Christine cède à Nina et contacte Chance en février 2011 qui accepte immédiatement. Les jours suivants, le docteur Nate Hastings procède à la transplantation de Ronan avec une partie du foie de Chance dans l'hôpital, hautement sécurisé à cette occasion. Ce jour-là, Chloé apprend que Chance est toujours vivant et Phillip est de retour. Les deux opérations se passent bien sauf qu'une fois son opération finie, Ronan est emmené par le FBI par hélicoptère. Seulement, Christine n'était pas du tout au courant qu'il était prévu que Ronan parte une fois transplanté, le problème étant qu'il met sa vie en danger en faisant cela. Grâce à son contact, elle apprend plus tard que c'est Ronan lui-même qui a organisé son départ de l'hôpital vers un autre inconnu sans avoir averti personne. Tout le monde est alors déçu et se sent trahi, surtout Chance, mais Nina refuse de croire que Ronan s'est servi d'eux uniquement pour avoir un nouveau foie. 
Quelque temps plus tard, le 15 mars, les Chancellor organisent une fête d'anniversaire surprise pour Chance avec la complicité d'Heather. Tout le monde est content jusqu'au moment où Chance leur annonce qu'il se pourrait qu'il retourne dans le programme de protection des témoins après le procès de Pomerantz. Et justement pendant la fête, le procureur vient annoncer à Chance que le procès commence là-même. Tout le monde se rend alors au tribunal. Heather s'absente pour aller chercher une boisson. Au moment de témoigner, Chance reçoit un message qui lui dit que s'il témoigne, sa petite-amie (en parlant d'Heather) est morte. Alors, Chance fait semblant d'avoir une faiblesse afin d'obtenir quelques minutes de pause. Il dit à Paul, Christine, Nina et Phillip que les acolytes de Pomerantz ont enlevé Heather. Paul, paniqué, tente de garder son calme et constate que le message a été envoyé depuis le portable d'Heather. Aussi, il se fournit une image filmée par l'une des caméras derrière le tribunal sur laquelle on voit Heather se faire enlever. Quant à Christine, elle contacte le FBI afin qu'il localise son portable. Pendant ce temps, Heather est séquestrée dans une cabane rempli d'animaux empaillés, ligotée et les yeux bandés, par un truand associé à Pomerantz, Angelo Veneziano. Elle essaye de se libérer les mains discrètement mais Angelo le voit et les serre d'autant plus fort en la menaçant de la tuer si elle lui refait un coup pareil. Au tribunal, Paul incite Chance à aller au bout de sa démarche. Alors, quand le procès reprend, Chance va jusqu'au bout de son témoignage et de cette manière scelle les destins de Pomerantz et de Meeks. Owen lui dit qu'il a condamné Heather, fait signe discrètement au policier présent dans le tribunal qui contacte Angelo. À la fin de l'appel, Angelo dit à Heather que Chance a témoigné et qu'il a donc provoqué sa mort. Mais il lui dit qu'il ne la tuera pas, lui qui ne fait pas de mal aux femmes, que quelqu'un d'autre le fera et l'abandonne. Un agent du FBI retrouve le van qui a servi à enlever Heather près d'une route. Paul et Chance, qui a avoué à tout le monde qu'il était amoureux d'Heather, vont la chercher. Craignant que quelqu'un vienne la tuer, Heather essaye de se libérer de ses liens et réussit. Elle ne peut pas s'enfuir car la porte est verrouillée. Alors, elle tente d'allumer la cheminée avec une allumette en utilisant du pétrole pour attirer l'attention des routiers mais le feu est tellement fort que c'est la maison qui prend feu. Heather se fait intoxiquer et s'évanouit. Paul et Chance, sur la route, voient la cabane en train de brûler et décident d'aller voir. Chance entre vivement dans la cabane en feu et réussit à sauver Heather. Paul est soulagé. Chance réanime Heather et en attendant que les secours arrivent, il lui dit qu'il l'aime.